# Diplotaxodon
Diplotaxodon è un piccolo genere di ciclidi haplochromini endemico delle acque profonde del Lago Malawi nell'Africa Orientale. Sette specie sono state finora descritte, ma si sa con certezza che ve ne sono altre non ancora descritte. Questi pesci costituiscono un esempio rimarchevole di radiazione adattativa di pesci che vivono al largo e in acque profonde, adattatisi da antiche specie che abitavano acque poco profonde. Comprendono le specie dominanti fra quelle che si nutrono di zooplancton nelle regioni ad acque profonde del lago, insieme come un certo numero di specie più grandi che sembrano nutrirsi di piccoli pesci pelagici. Le dimensioni degli adulti varano da 10 a 30 cm in lunghezza totale, a seconda delle specie.

## Biologia riproduttiva
Le femmine e gli esemplari immaturi sono argentati, come tipici pesci pelagici, ma i maschi maturi sviluppano colori più intensi con funzione riproduttiva, tipicamente con pattern contrastanti di nero, bianco e giallo. Le femmine di molte specie sono state viste trasportare le uova e i piccoli nella bocca, ed è plausibile che tutte le specie del genere siano incubatori orali materni, come tutte le altre specie conosciute di ciclidi haplochromini. Maschi in fregola sono stati spesso trovati insieme in grandi gruppi, insieme con alcune femmine mature e incubatrici orali, cosa che suggerisce che questi pesci si riuniscano insieme per riprodursi in aree particolari. La maggior parte delle specie sembrano riprodursi tra Febbraio e Agosto. Le femmine producono pochissime uova, in media da 16 a 40 nelle specie esaminate. Tuttavia esse sono molto larghe, intorno ai 5–7 mm di diametro. Proprio come altre specie di ciclidi che vivono al largo, questi ciclidi si sono evoluti per avere meno uova, ma più grandi, forse per incrementare la loro possibilità di sopravvivere ai predatori e alla mancanza di cibo in quell'habitat. Diversamente da alcune altre specie di ciclidi che vivono al largo, nessuna delle specie dei Diplotaxodon è nota utilizzare aree costiere come svezzamento per i piccoli, e il loro intero ciclo vitale sembra completarsi nelle acque aperte del lago.

## Evoluzione e genetica della popolazione
Studi di genetica molecolare suggeriscono che le specie di Diplotaxodon sono tutte strettamente correlate, e sono antenati della specie Pallidochromis tokolosh (che si nutre invece del benthos), insieme con la quale costituiscono un gruppo monofiletico o clade che si è evoluto all'interno del Lago Malawi. Gli studi genetici della popolazione indicano che forme dall'aspetto simile con differenti colori dei maschi in fregola costituiscono specie distinte. Spiccatamente in contrasto con i meglio conosciuti ciclidi "mbuna", tipici delle aree costiere rocciose, che sono divisi in molte popolazioni geograficamente isolate su specifiche isole o regioni costiere rocciose, gli studi molecolari indicano che vi sono poche barriere al movimento e all'accoppiamento intraspecie delle popolazioni di Diplotaxodon all'interno del lago. Questa mancanza di barriere geografiche nel lago allo stato attuale, ha condotto gli scienziati a ipotizzare che le specie possano essersi differenziate per il controverso meccanismo della speciazione simpatrica. In alternativa, potrebbero essersi differenziate in specie nuove se gravi siccità avessero parzialmente svuotato il Lago, trasformandolo in due o più laghi separati e più piccoli.

## Sfruttamento umano
Le specie di Diplotaxodon sono importanti come fonte di cibo, e vengono pescate tramite un certo numero di metodi di pesca su piccola scala, come le reti dei Chirimila e la pesca all'amo, e anche la pesca a strascico. Sebbene essi rappresentino potenzialmente un bacino di pesca molto ampio (100.000 tonnellate), con un potenziale di circa 20.000 tonnellate, la loro popolazione è diffusa fittamente in acque profonde e inaccessibili, rendendone difficile lo sfruttamento economico, sebbene alcune forme di pesca stagionale sembrino permetterne lo sfruttamento intensivo nei loro siti riproduttivi tradizionali. Una sola specie (D. limnothrissa) è stata occasionalmente catturata e allevata come pesce d'acquario.

## Specie
Vi sono attualmente sette specie riconosciute in questo genere:
- Diplotaxodon aeneus G. F. Turner & Stauffer, 1998
- Diplotaxodon apogon G. F. Turner & Stauffer, 1998
- Diplotaxodon argenteus Trewavas, 1935
- Diplotaxodon ecclesi W. E. Burgess & H. R. Axelrod, 1973
- Diplotaxodon greenwoodi Stauffer & McKaye, 1986
- Diplotaxodon limnothrissa G. F. Turner, 1994
- Diplotaxodon macrops G. F. Turner & Stauffer, 1998